# Jean Van Der Wouwer
Jean Van Der Wouwer, född 1910, var en belgisk ishockeyspelare. Han var med i det belgiska ishockeylandslaget som kom på delad femte plats i de Olympiska vinterspelen 1928 i Sankt Moritz.